# Ocalea picata
Ocalea picata är en skalbaggsart som först beskrevs av Stephens 1832.  Ocalea picata ingår i släktet Ocalea, och familjen kortvingar. Arten är reproducerande i Sverige.